# سالبادور فالديز ميسا
سالبادور فالديز ميسا هو مهندس زراعي ونقابي وسياسي كوبي، ولد في 13 يونيو 1945 في كوبا. نشط حزبياً في الحزب الشيوعي الكوبي. وقد انتخب النائب الأول لرئيس كوبا ‏ (19 أبريل 2018 – ).